# 사와다촌 (군마현)
사와다촌(일본어: 沢田村)은 일본 군마현 아가쓰마군에 설치되었던 촌이다. 현재의 나카노조정에 해당한다.

## 연혁
- 1889년 - 4월 1일 정촌제 시행과 함께 5촌을 합병해 아가쓰마군 사와다촌이 성립하였다.
- 1955년 - 4월 15일 나카노조정, 이사마촌, 나쿠다촌과 합병해 나카노조정이 되었다.

## 참고 문헌
- 大日本篤農家名鑑編纂所編『大日本篤農家名鑑』大日本篤農家名鑑編纂所、1910年。
- 角川日本地名大辞典編纂委員会, 『角川日本地名大辞典 10 群馬県』1988, 角川書店